# 橘通り (宮崎市)
橘通り（たちばなどおり）は、宮崎県宮崎市の市役所前交差点から江平五差路に至る約1.8kmの区間の道路の通称。名称は橘橋に由来する。特に市役所前交差点から橘通三丁目交差点間の約900mは宮崎市の中心的な繁華街である。これに関連する都市計画道路橘通線、町名の橘通東一丁目〜五丁目・橘通西一丁目〜五丁目も本項で扱う。

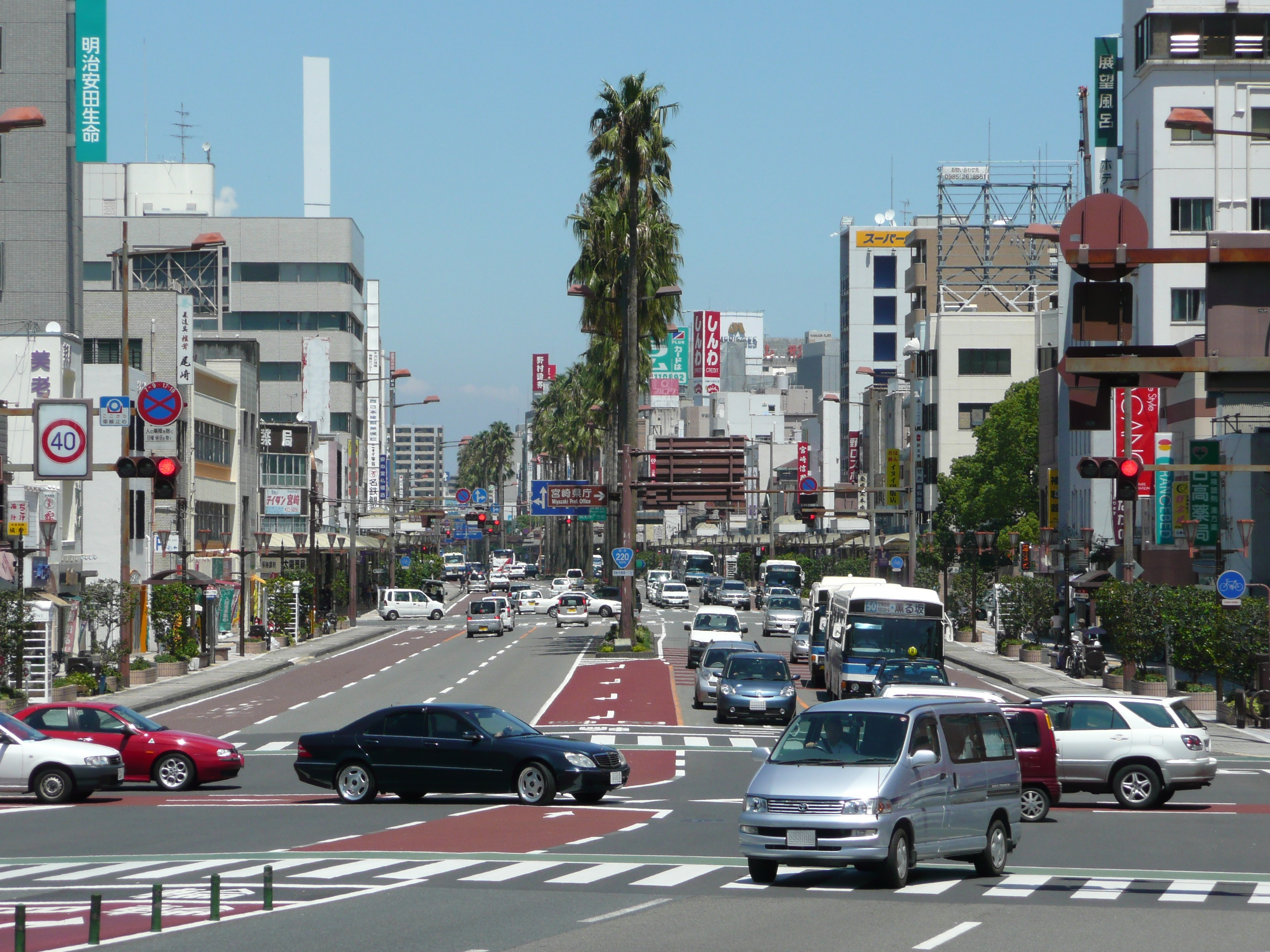
市役所前交差点から橘通一丁目方向

## 概要
宮崎市のメインストリートであるが、各区間ごとに機能が分化しており異なる性格を持つ。橘通東・西一〜二丁目は古くからの個人商店やホテルが目立つ。恵美須通りとの交差点を通過すると、宮崎市の中心市街地として百貨店や複合商業ビルが立地する同三丁目となり、歩行者通行量が最も多くなる。一歩路地裏に入ると、道幅の狭い中小の商店街が網の目のように走っている。橘通三丁目交差点を越えると、金融機関の集積するオフィスビルやマンションが立ち並ぶ同四丁目、さらに北進するとマンションやホテルに加え各種卸商が集まる同五丁目となり、ほどなく江平五差路に達する。なお、各歩道側の1車線は7時〜9時・17時〜19時は全区間においてバス専用レーンとなっている。

### 構成する沿道の商店街
- 橘通一丁目商店街
- 橘通二丁目商店街
- 橘通名店街
- 橘通三番街商店街
- 橘通中央商店街

## 沿革
明治時代までは赤江港を擁する大淀川南岸の中村・城ヶ崎が繁華街であったが、中心となる輸送手段が船舶から鉄道へと変遷するにつれ次第に大淀地区の地位が低下、中心市街地は県庁のある北岸へと移動する。しかし戦前までは現在の橘通東・西一丁目・二丁目や旭通りがその中心であった。1950年代には橘通五丁目（現橘通東・西三丁目）周辺に映画館、橘百貨店のオープンや宮崎山形屋の移転も相次いだ。橘通西・東三丁目が今日のような賑わいを見せるのはこのころからである。しかし1990年代以降はモータリゼーションの進展により郊外型店舗の進出が加速し、橘通りの通行者は減少傾向にある。

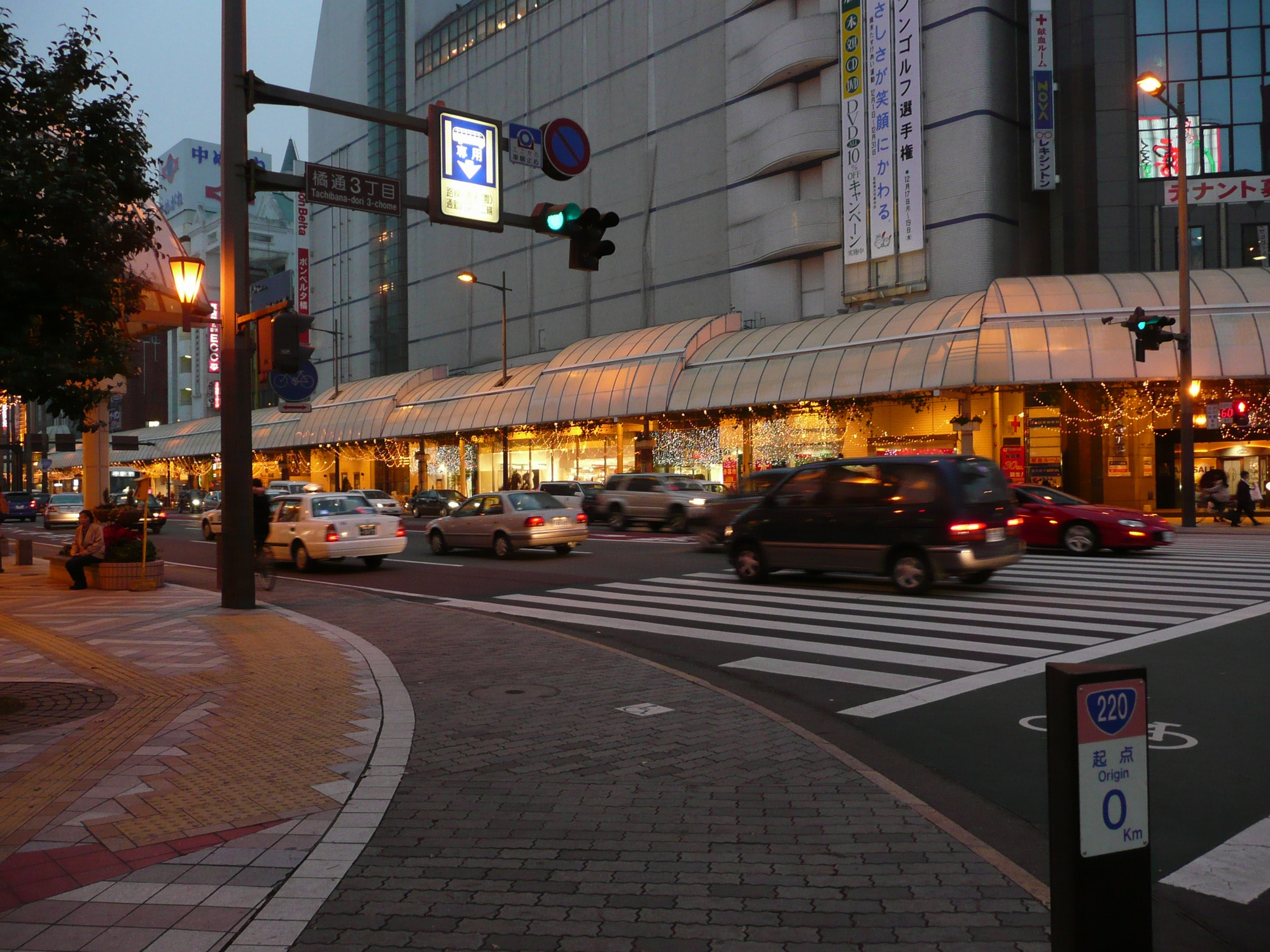
橘通三丁目交差点付近

- 1952年 - 橘百貨店が橘通五丁目（現・橘通西三丁目）に開業
- 1956年 - 宮崎山形屋が橘通五丁目（現・橘通東三丁目）に移転
- 1963年 - 宮崎市役所が橘通一丁目（現・橘通西一丁目）に移転
- 1965年 - デパート前交差点のロータリーを撤去
- 1967年 - ワシントニアパームの植栽された中央分離帯が設置され、ほぼ現行の幅員構成となる
- 1973年 - 一丁目～三丁目の歩道部にアーケードが完成
- 1973年 - 宮崎寿屋百貨店が橘通東四丁目に開業
- 1984年 - MRT miccが橘通西四丁目に開業（宮崎放送が移転）
- 1990年 - 新アーケードが完成
- 2003年 - 宮崎寿屋百貨店がカリーノ宮崎に業態転換
- 2006年 - 宮崎山形屋が新館をオープン

## イベント
まつりえれこっちゃみやざき（毎年8月上旬）では、橘通りに様々なステージを設け、ダンスコンテストや市民総おどりが行われる。
宮崎神宮大祭（毎年10月下旬）では、一日目は神宮から御旅所（大淀・瀬頭の隔年交代）へ、二日目は御旅所から神宮へ向けて橘通りを神賑行列が練り歩く。
橘通りをはじめ、一番街や若草通りなどの中心市街地エリア一帯では、毎年11月から年末にかけて約30万個の電球を用いたイルミネーションが灯される。

## 橘通線（都市計画道路）
都市計画道路（宮崎広域都市計画道路3・2・1号橘通線）としては、一般に理解されている通称の橘通りの区間のみならず、橘橋南詰交差点を起点とし、橘橋、橘通り、江平通り、宮崎北バイパス、旧国道10号を経て芳士交差点に至る区間を指す。

### 交差する主な道路
- 橘橋南詰交差点
- 市役所前交差点（宮崎県道26号宮崎須木線）
- 県庁前交差点（宮崎県道11号宮崎島之内線）
- 橘通三丁目（橘通四丁目）交差点（国道10号・宮崎県道25号宮崎停車場線、通称高千穂通り）
- 江平五差路
- 一の鳥居交差点（宮崎県道44号宮崎高鍋線）
- 神宮駅前交差点（国道10号宮崎北バイパス・宮崎県道332号宮崎神宮線）
- 芳士交差点（宮崎県道9号宮崎西環状線）

## 橘通（町名）
町名として橘通が誕生したのは1927年である。橘通一丁目から橘通六丁目まで橘通りを挟んだ格好で町域を形成していたが、1966年第一次住居表示により橘通東、1969年には第二次住居表示により橘通西の各町名が設定され、橘通りを境界に町域が分離された。なお、当初の案では東と西を分離せず住居表示を実施する予定であった。

### 町名の変遷
| 住居表示実施後 | 住居表示実施前（各町名ともその一部）                                                           |
| -------------- | ---------------------------------------------------------------------------------------------- |
| 橘通東一丁目   | 橘通一丁目、旭通一丁目、川原町、別府町                                                         |
| 橘通東二丁目   | 橘通二丁目、橘通三丁目、別府町                                                                 |
| 橘通東三丁目   | 橘通四丁目、橘通五丁目、広島通三丁目、高千穂通二丁目、別府町                                   |
| 橘通東四丁目   | 橘通五丁目、橘通六丁目、東雲町一丁目、東雲町二丁目、丸島町一丁目、丸島町二丁目、高千穂通二丁目 |
| 橘通東五丁目   | 橘通六丁目、東雲町二丁目、東雲町三丁目、丸島町二丁目、丸島町三丁目、江平町一丁目               |
| 橘通西一丁目   | 橘通一丁目、上野町二丁目、上野町三丁目                                                         |
| 橘通西二丁目   | 橘通二丁目、橘通三丁目、西橘通、上野町一丁目                                                   |
| 橘通西三丁目   | 橘通四丁目、橘通五丁目、西橘通、高千穂通三丁目                                                 |
| 橘通西四丁目   | 橘通五丁目、橘通六丁目、二葉町、高千穂通三丁目                                                 |
| 橘通西五丁目   | 橘通六丁目、二葉町、原町、江平町一丁目                                                         |

### 現在の橘通東・橘通西
中央東地域自治区に属する。

#### 世帯数と人口
2023年（令和5年）7月1日現在の世帯数と人口は以下の通りである。
| 町丁         | 世帯数  | 人口  |
| ------------ | ------- | ----- |
| 橘通東一丁目 | 391世帯 | 587人 |
| 橘通東二丁目 | 145世帯 | 201人 |
| 橘通東二丁目 | 140世帯 | 215人 |
| 橘通東四丁目 | 245世帯 | 421人 |
| 橘通東五丁目 | 572世帯 | 866人 |
| 橘通西一丁目 | 169世帯 | 270人 |
| 橘通西二丁目 | 178世帯 | 223人 |
| 橘通西三丁目 | 19世帯  | 27人  |
| 橘通西四丁目 | 21世帯  | 28人  |
| 橘通西五丁目 | 340世帯 | 523人 |

#### 小・中学校の学区
市立小・中学校に通う場合、学区は以下の通りとなる。
| 町名                                               | 小学校             | 中学校               |
| -------------------------------------------------- | ------------------ | -------------------- |
| 橘通東・西一丁目 橘通東・西二丁目 橘通東・西三丁目 | 宮崎市立宮崎小学校 | 宮崎市立宮崎中学校   |
| 橘通東四丁目 橘通東五丁目 橘通西五丁目の一部       | 宮崎市立江平小学校 | 宮崎市立宮崎東中学校 |
| 橘通西四丁目 橘通西五一丁目                        | 宮崎市立西池小学校 | 宮崎市立宮崎西中学校 |

## 橘通り公園化計画
宮崎市では現在「宮崎市中心市街地活性化計画」を進めており 、主要項目として「橘通りの公園化」を掲げている。環境空間の改善により健全な文化を育ませ、車から人間中心の街へと転換するのを目的する。
その手段として国道220号の4車線化（片側2車線化）計画が進められ、2008年11月9日・16日（いずれも日曜日）に社会実験を実施したが、住民アンケートで反対意見が多数を占めたため事実上断念した。
宮崎市側は4車線化を可能とする根拠として、国道269号加納バイパスの全線開通（2008年7月）により橘通りの交通量が減少することを挙げていたが、2008年1月末には宮崎県警察から渋滞発生を懸念する声が挙がり、2008年11月9日の社会実験では懸念が現実化した。実験前の2008年2月に宮崎日日新聞が実施した1,000人アンケートでは6割の住民が反対し、宮崎放送 (MRT) が実験後の2008年11月にインターネット・FAXで意見を募った結果も大半が反対であった。
愛みやざきの武井俊輔が「橘通りの公園化と国道220号の4車線化はイコールの関係ではない」としているように、「国道220号の4車線化」はあくまでも手段のひとつである。